# Йоши
Йо́ши (англ. Yoshi), в оригинале Ёсси (яп. ヨッシー Ёсси:) — вымышленный дружелюбный динозаврик, являющийся одним из наиболее популярных героев серии видеоигр компании Nintendo про Марио и проживающим на одноимённом острове Йоши. Впервые фигурировал в игре Super Mario World на консоли SNES. Позднее обзавёлся собственной игровой серией, которая включает в себя платформеры и головоломки. Одной из наиболее известных игр этой серии является выпущенная в 1995 году Yoshi’s Island, являющаяся приквелом Super Mario World и всех остальных игр про Марио.

## Внешний вид
Йоши — динозавр, передвигается на задних лапах. Цвет чаще всего зелёный (хотя Йоши также бывает других цветов, иногда его называют Зелёный Йоши, выделяя таким образом из всего народа динозавров Йоши одного конкретного, являющегося другом Марио). Обладает увеличенным шарообразным носом, коротким хвостом, спинным гребнем и длинным липким языком, который использует в качестве оружия и для добывания пропитания. В его дебютной игре Super Mario World на Йоши коричневое седло и сапоги (ставшие для него позднее традиционным атрибутом). У первоначального варианта были слабо развитые передние лапы — уже в Yoshi’s Island дизайн изменился, и Йоши получил развитые передние конечности, напоминающие полноценные человеческие руки.

## Описание персонажа и его способности
Йоши является одним из самых известных героев Грибного королевства. Его родина — остров, на котором живут другие динозавры Йоши (англ. Yoshi's Island). Он неоднократно помогал героям игр Марио в их борьбе с Боузером и прочими злодеями. Ухаживал за Марио и Луиджи, когда те были младенцами, и защищал их от злого колдуна Камека и его приспешников. Как и другие динозавры Йоши, использует свой длинный язык для добычи пропитания, причём может проглотить почти всё что угодно (даже предметы, превосходящие его по габаритам, которые можно переварить дольше). Исключения редки, в их числе панцирь черепах Купа, который Йоши обычно не способен переварить, и потому выплёвывает (Но в Super Mario World Йоши проглатывает панцирь через 20 секунд). Очень любит дыни. В мультсериале (серия «Луиджи-мамочка») заглатывает всё подряд, даже Марио (которого потом выплёвывает). А в игре Super Mario Bros. Wonder Йоши может вытянуть свой длинный язык и съесть им врага. Кроме того, если он глотает улитку или черепаху, то может потом её выплюнуть, чтобы сбить врага или ударить по бонусному блоку.
Характер дружелюбный, открытый. Йоши всегда готов помочь попавшему в беду и, однажды поставив перед собой задачу, не остановится пока не достигнет намеченного. Как правило, очень отважный (смело принимает бой от противника, превосходящего его ростом). Благодаря своим качествам, часто занимает позицию лидера в кланах динозавров Йоши.

## Йоши в кинематографе
- В фильме «Супербратья Марио», Йоши выглядит как миниатюрная копия тираннозавра рекса жёлтого цвета. По словам Купы, Йоши всегда был любимцем королевской семьи. Добрый динозаврик, рискуя жизнью, спасает свою хозяйку — принцессу Дейзи[9].
- Во второй сцене после титров мультфильма «Братья Супер Марио в кино», в канализации Бруклина показывается бело-зеленое яйцо, которое трескается, но сам динозаврик появится не успевает, так как сцена после титров закончилась, однако он успевает произнести своё имя[10].